# 弗伊希
弗伊希（英語：Foisy）是一個位於加拿大亞伯達省北亞伯達大區聖保羅縣的一個無建制社區。弗伊希位於勞埃德明斯特西北側約123（76英里）的36號公路旁。地名源自於阿拉丁·弗伊希（Aladin Foisy），一位當地曾經的郵政局長。境內亦有一雜貨店以此地名命名。 

## 資料來源
1. ↑  . Ottawa: Geographic Board of Canada. 1928: 52.